# Kenneth Pollack
Kenneth Michael Pollack (nascido em 1966) é um ex-analista de inteligência americano da CIA e especialista em política e assuntos militares do Oriente Médio. Serviu na equipe do Conselho de Segurança Nacional e escreveu vários artigos e livros sobre relações internacionais. Atualmente, é pesquisador residente no American Enterprise Institute, "onde se dedidca a assuntos político-militares do Oriente Médio, com foco em particular no Irã, no Iraque, na Arábia Saudita e nos países do Golfo". Antes disso, foi membro sênior do Saban Center for Middle East Policy da Brookings Institution e consultor sênior do Albright Stonebridge Group, uma empresa de estratégia de negócios global.

## Vida pessoal
De família judia, Pollack obteve o bacharelado pela Universidade de Yale, em 1988, e um doutorado pelo MIT, sob supervisão de Barry Posen, em 1996. Ele é casado com a conhecida jornalista Andrea Koppel, filha do animador de televisão Ted Koppel.

## Carreira
Ele atuou em diversas funções no governo. De 1988 a 1995, foi analista de questões militares iraquianas e iranianas para a Agência Central de Inteligência (CIA). Ele passou um ano como Diretor de Assuntos do Oriente Próximo e do Sul da Ásia no Conselho de Segurança Nacional dos Estados Unidos. Em 1999, voltou ao NSC como Diretor para Assuntos do Golfo Pérsico. Ele também atuou por dois períodos como professor na Universidade de Defesa Nacional.
Fora do governo, ele trabalhou para a Brookings Institution como diretor de pesquisa do Saban Center for Middle East Policy. Anteriormente, ele trabalhou para o Conselho de Relações Exteriores como diretor de estudos de segurança nacional. Ele também escreveu sete livros, os dois primeiros publicados em 2002. A sua primeira monografia foi transformada no livro Arabs at War: Military Effectiveness, 1948-1991 ("Árabes em Guerra: Eficácia Militar, 1948-1991", em tradução livre), onde ele examinou a atuação militar de seis nações árabes nos anos entre a Segunda Guerra Mundial e a Guerra do Golfo. Os seus estudos sobre o impacto da cultura árabe na sua eficiência militar continuou com o livro Armies of Sand: The Past, Present, and Future of Arab Military Effectiveness ("Exércitos de Areia: O Passado, o Presente e o Futuro da Eficácia Militar Árabe", em tradução livre), publicado em 2019.

## Defesa da invasão do Iraque
Em seu segundo livro, The Threatening Storm: The Case for Invading Iraq ("A tempestade ameaçadora: o caso para invadir o Iraque", em tradução livre, publicado em 2002), Pollack detalha a história das ações dos Estados Unidos contra o Iraque desde a Guerra do Golfo Pérsico de 1991. Ele diz que os Estados Unidos deveriam invadir o Iraque e descreve maneiras de fazer isso. Pollack argumentou que Saddam Hussein era simplesmente demasiado volátil e agressivo nas suas políticas para ser confiável em não iniciar outro conflito numa região volátil. Em The Threatening Storm, Pollack argumentou que "o único curso de acção prudente e realista que resta aos Estados Unidos é montar uma invasão em grande escala do Iraque para esmagar as forças armadas iraquianas, depor o regime de Saddam e livrar o país das armas de destruição em massa". Pollack previu: "É inimaginável que os Estados Unidos tenham de contribuir com centenas de milhares de milhões de dólares e é altamente improvável que tenhamos de contribuir mesmo com dezenas de milhares de milhões de dólares." Da mesma forma, escreveu ele, “não devemos exagerar o perigo de baixas entre as tropas americanas. As forças dos EUA na Bósnia não sofreram uma única baixa devido a acções hostis porque se tornaram muito atentas e hábeis na protecção da força”.
Pollack é creditado por persuadir os liberais pelo caso da guerra no Iraque. O colunista do New York Times, Bill Keller, ao apoiar a guerra do Iraque em 2003, escreveu: "Kenneth Pollack, o especialista do Conselho de Segurança Nacional de Clinton, cujo argumento para invadir o Iraque é certamente o livro mais influente desta temporada, forneceu cobertura intelectual para todos os liberais que se encontram inclinados para a guerra, mas preocupados com o Sr. Bush." O escritor liberal Matthew Yglesias do LA Times também atestou a influência de Pollack:
É claro que aqueles de nós que leram o célebre livro de Pollack de 2002, "A Tempestade Ameaçadora: O Caso para Invadir o Iraque", e ficaram convencidos de que os Estados Unidos precisavam, bem, invadir o Iraque para desmantelar o avançado sistema nuclear de Saddam Hussein. programa de armas (aquele que ele realmente não tinha) pode parecer um pouco amargo para mais uma vez ceder aos nossos superiores.
Muitos criticaram o seu apoio à Invasão do Iraque, incluindo o correspondente para o Médio Oriente Robert Fisk, que chamou A Tempestade Ameaçadora de "a contribuição mais meretriz" para o "debate" pré-guerra sobre a acção militar e incluiu-a na seleccionada secção bibliográfica do seu livro de 2005, A Grande Guerra pela Civilização, a fim de "mostrar quão específicos – e enganosos – foram os esforços para persuadir os americanos a invadir". Muitos críticos, bem como muitos daqueles que usaram o livro para justificar o seu apoio à invasão, ignoraram a apresentação mais equilibrada sobre os prós e os contras da guerra que se encontra em The Threatening Storm. Como Chris Suellentrop da Slate apontou antes da invasão em 5 de março de 2003:
Seis meses depois da publicação de The Threatening Storm, no entanto, o livro de Pollack parece tanto uma acusação à excessiva ânsia da administração Bush em ir à guerra como um endosso à mesma. Um subtítulo mais apropriado para o livro teria sido Os argumentos para reconstruir o Afeganistão, destruir a Al-Qaida, colocar Israel e a Palestina no caminho da paz e, depois, um ou dois anos depois de alguma diplomacia, invadir o Iraque. Em entrevistas e artigos de opinião, o próprio Pollack ainda apoia a guerra, dizendo que agora é melhor do que nunca. Mas é justo dizer que o seu livro não o faz – ou pelo menos não o caminho percorrido por Bush até ela.
Pollack respondeu ao artigo de Suellentrop dizendo que estava infeliz porque muitas pessoas pareciam ter lido apenas o subtítulo de seu livro, o qual não foi sua escolha. Ele também disse:
Dado o quão longe no caminho nos levou a administração Bush, penso que não temos outra escolha realista senão ir à guerra este ano. E, no entanto, penso que a Administração tem gerido muito mal a diplomacia e a diplomacia pública da construção de coligações, e estou profundamente preocupado com o impacto que isto terá tanto na reconstrução pós-guerra como na nossa capacidade de angariar aliados para a inevitável próxima crise.
Pollack mais tarde foi um forte defensor do aumento de tropas na Guerra do Iraque em 2007, defendido pelo General David Petraeus, que implicou um aumento das forças terrestres dos EUA, sob a alegação de melhorar a segurança da população iraquiana e ajudar o Iraque a aumentar a sua governabilidade, desenvolver programas de emprego e melhorar a vida quotidiana dos seus cidadãos. Ele expôs alguns de seus argumentos em apoio ao aumento de tropas no artigo "A War We Just Might Win", escrito em coautoria com Michael E. O'Hanlon, da Brookings, e publicado no NY Times em junho de 2007.

## Outras publicações
Em 2004, foi publicado seu terceiro livro, The Persian Puzzle ('O Quebra-Cabeças Persa', em tradução livre). Nessa obra, em contraste com as suas opiniões sobre o Iraque, Pollack  argumenta que, embora a ameaça de uso da força seja necessária, é a diplomacia, e não a mudança de regime pela força, a melhor maneira de lidar com o Irã. Isto porque os decisores políticos da República Islâmica estão divididos entre os pragmáticos, que são motivados pelo desejo de melhorar a economia, e os linha-dura, que temem um ataque dos EUA e são favoráveis à tese da dissuasão nuclear. Os Estados Unidos poderiam assim explorar essa divisão para negociar um acordo favorável. Ele também argumenta que o Líder Supremo Ali Khamenei, era, ao contrário de Saddam Hussein, racional e avesso ao risco e, por isso, mesmo que o Irã adquirisse capacidade nuclear, Khamenei poderia ser dissuadido de uma forma que Saddam Hussein não poderia.
Em 2007, Pollack e Daniel L. Byman lançaram Things Fall Apart: Containing the Spillover from an Iraqi Civil War. A obra analisa 12 guerras civis recentes para derivar seis formas comuns pelas quais as guerras civis étnicas de grande escala "transbordam", afetando estados vizinhos. Pollack e Byman argumentam que, embora as repercussões possam variar, de efeitos modestos a problemas muito graves (tais como causar outras guerras civis ou desencadear guerras regionais entre estados vizinhos), as primeiras evidências sugeriam que os Estados Unidos deveriam estar preparados para a pior hipótese, que seria o Iraque mergulhar numa guerra civil total. O livro prossegue apresentando treze maneiras diferentes pelas quais os Estados Unidos e seus aliados poderiam elaborar uma estratégia de contenção para o Iraque, o que oferecia alguma chance de evitar que a guerra civil total naquele país, o que poderia vir a desestabilizar toda a região do Golfo Pérsico. Embora Pollack e Byman argumentassem que seria muito difícil concretizar tal estratégia de contenção - dados os problemas históricos e os problemas específicos criados pelas ações anteriores dos EUA no Iraque -, também concluíram que a contenção provavelmente seria a opção menos pior para os Estados Unidos, pois os interesses americanos no Golfo Pérsico eram tão importantes que Washington teria de  mitigar o impacto das repercussões.
Pollack escreveu numerosos artigos em periódicos como Atlantic Monthly e Foreign Affairs. Ele também testemunhou repetidamente perante o Comitê de Relações Exteriores do Senado. Atualmente leciona Problemas de Segurança do Oriente Médio/Golfo Pérsico e Análise Militar na Escola de Serviço Exterior de Georgetown.
O quinto livro de Pollack, A Path Out of the Desert: A Grand Strategy for America in the Middle East ("Um Caminho para Sair do Deserto: Uma Grande Estratégia para a América no Médio Oriente", em tradução livre), foi publicado em julho de 2008. Em uma resenha na Army Magazine, o ex-comandante do Comando de Transição de Segurança Multinacional do Iraque, LTG James M. Dubik, aposentado do Exército dos EUA, escreveu que o livro  fornece uma descrição clara dos interesses vitais dos Estados Unidos no Oriente Médio e apresenta argumentos bem documentados e convincentes sobre as ameaças representadas pela raiva e frustração regionais geradas por problemas sociais paralisantes. Pollack recomenda uma grande estratégia para os Estados Unidos e seus aliados, segundo a qual deveriam:
Encorajar e permitir que os países do Médio Oriente prosseguissem num processo gradual de reforma política, económica e social – um processo que se desenvolvesse a partir de dentro, em vez de ser imposto de fora, e que refletisse os valores, as tradições, a história e as aspirações dos povos da região, e não uma concepção ocidental sobre eles, e que reconhecesse que reforma e estabilidade não são mutuamente exclusivas, mas se reforçam mutuamente.

## Acusação de espionagem
Pollack foi acusado, pelo governo dos EUA, de fornecer documentos secretos sobre a política dos Estados Unidos em relação ao Irã, a  ex-funcionários do AIPAC (Steve J. Rosen e Keith Weissman), durante o chamado escândalo de espionagem do AIPAC. Em abril de 2009, a acusação foi retirada.

## Livros
- Arabs at War: Military Effectiveness, 1948-1991 (em inglês). Lincoln: University of Nebraska Press. 2004. 706 páginas. ISBN 978-0803287839. OCLC 55078123
- The Threatening Storm: What Every American Needs to Know Before an Invasion in Iraq (em inglês). Nova York: Random House. 2003. 528 páginas. ISBN 978-1588363411. OCLC 50315130
- The Persian Puzzle: The Conflict Between Iran and America (em inglês). Nova York: Random House. 2004. 539 páginas. ISBN 978-1400063154. OCLC 62927838
- Things Fall Apart: Containing the Spillover from an Iraqi Civil War (em inglês). Com Daniel L. Byman. Washington, D.C.: Brookings Institution Press. 2007. 239 páginas. ISBN 978-0815713807. OCLC 173666633
- A Path Out of the Desert: A Grand Strategy for America in the Middle East (em inglês). Nova York: Random House. 2008. 592 páginas. ISBN 978-1588367624. OCLC 191758460
- Unthinkable: Iran, the Bomb, and American Strategy (em inglês). Nova York: Simon & Schuster. 2014. 536 páginas. ISBN 978-1476733937. OCLC 1262327111
- Armies of Sand: The Past, Present, and Future of Arab Military Effectiveness (em inglês). Nova York: Oxford University Press. 2019. 676 páginas. ISBN 978-0190906962. OCLC 1027189178